# Gene Okerlund
Eugene Arthur Okerlund (Robbinsdale, 19 dicembre 1942 – Sarasota, 2 gennaio 2019) è stato un personaggio televisivo, conduttore televisivo, disc jockey, conduttore radiofonico e cantautore statunitense.
Fu intervistatore ed annunciatore di wrestling.

## Carriera

Mean Gene Okerlund nel 1990

Uno dei volti più riconoscibili della World Wrestling Federation/Entertainment, prima di lavorare nel mondo del wrestling Okerlund lavorò per una radio di Omaha, Nebraska come DJ. Negli anni settanta lasciò la radio per andare a lavorare nell'American Wrestling Association. Vi rimase fino al 1984, quando insieme ad altri dipendenti dell'AWA passò alla sempre più popolare WWF e ci rimase per nove anni lavorando come intervistatore principale. Nel 1993 lasciò la WWF per assumere lo stesso ruolo nella World Championship Wrestling.
Okerlund apparve a SummerSlam 1993 e fece la sua ultima apparizione in WWF nel corso della puntata del 18 settembre 1993 di Superstars. In un'intervista a posteriori, egli dichiarò che nonostante fosse probabilmente propenso a rinegoziare un nuovo contratto con la WWF, nessuno lo contattò mai per discuterne, e quindi optò per la compagnia rivale WCW, allora in forte ascesa. Debuttò il 6 novembre 1993 a WCW Saturday Night. Tre anni dopo, scaduto il suo contratto con la WCW, restò fermo per due mesi circa senza apparire in televisione. L'apparizione finale ebbe luogo a WCW Fall Brawl il 15 settembre 1996. Dopo un contatto con la WWF, Okerlund firmò un nuovo accordo con la WCW e tornò in video nella puntata dell'11 novembre 1996 di WCW Monday Nitro. Okerlund lottò due volte come wrestler in WCW. La prima volta a metà 2000 quando insieme a Buff Bagwell sconfisse Chris Kanyon e l'annunciatore Mark Madden. La seconda volta, quando una settimana dopo Madden volle un rematch singolo con Okerlund. Mean Gene prevalse grazie all'assistenza di Pamela Paulshock.
Nel 2001, dopo che  Vince McMahon acquistò la WCW, Okerlund tornò in WWF, ebbe come primo incarico quello di commentare la Gimmick Battle Royal di WrestleMania X-Seven nel 2001, insieme a Bobby Heenan. Le sue apparizioni successive sarebbero state piuttosto sporadiche.
Okerlund divenne famoso soprattutto per le sue interviste a Hulk Hogan e venne introdotto da quest'ultimo nella WWE Hall of Fame il 1º aprile 2006 a Chicago.
Condusse insieme a Renee Young il programma WWE Vintage.

## Morte
Okerlund è deceduto in ospedale la mattina del 2 gennaio 2019, all'età di 76 anni, a Sarasota, Florida. Il figlio, Tor Okerlund, rivelò che il padre, forte bevitore, si era sottoposto a tre interventi di trapianto di rene e che aveva avuto un crollo delle condizioni di salute poche settimane prima del decesso.

## Curiosità
- Il celebre soprannome "Mean Gene", fu dato a Okerlund dal wrestler Jesse "The Body" Ventura quando entrambi militavano nell'AWA.
- Nel 1989, durante l'annuale edizione del ppv SummerSlam, Okerlund fu l'involontario protagonista di un curioso incidente accaduto in diretta TV. Mentre stava per iniziare l'intervista al campione Intercontinentale dell'epoca Rick Rude e al suo manager Bobby Heenan, improvvisamente crollò alle sue spalle l'insegna SummerSlam. Spaventatosi non poco, Okerlund urlò «Fuck it!» in diretta televisiva.[2]
- Il 12 novembre 1985, Okerlund, insieme a Hulk Hogan, Bobby Heenan, Ricky Steamboat, Davey Boy Smith, Corporal Kirchner, Dynamite Kid e Big John Studd, apparve in un episodio del telefilm A-Team.

## Riconoscimenti
- World Wrestling Federation/Entertainment
  - Slammy Award for Best Commentator (1986)
  - Slammy Award for Best Head (1987) con Bam Bam Bigelow
  - WWE Hall of Fame (Classe del 2006)

- Professional Wrestling Hall of Fame
  - Classe del 2016